# Jan Charbula

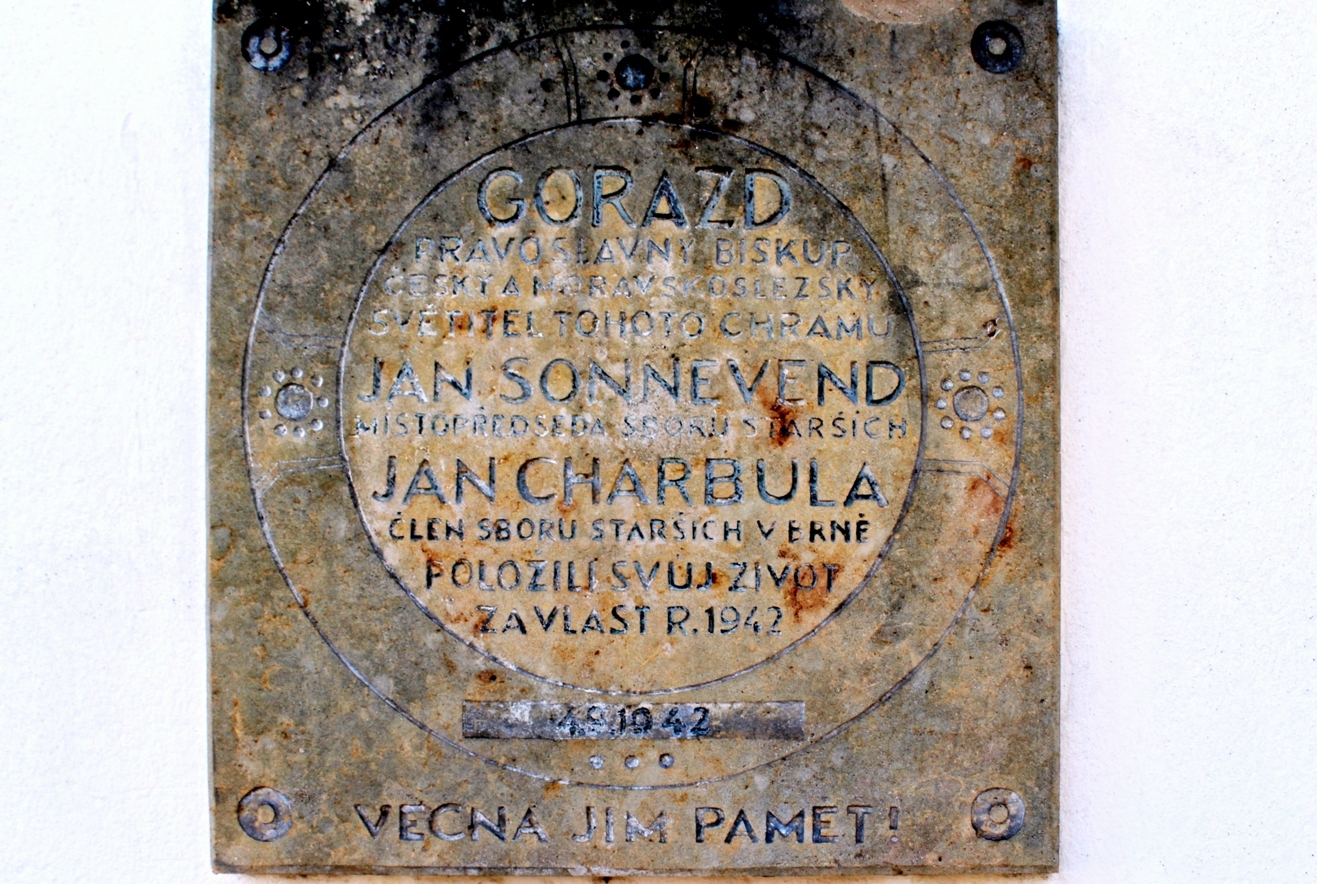
Pamětní deska svatého Gorazda II., svatého Jana Sonnevenda a svatého Jana Charbuly na Chrámu svatého Václava v Brně

Svatý Jan Charbula (* 14. června 1876 Lubno (okres Frýdek-Místek) – 2. června 1942 Brno, Kounicovy koleje) byl moravský zámečník, odbojář, člen pravoslavné církve a její novomučedník.
Bydlel v Prostějově a v Brně, kde byl později členem sboru starších pravoslavné církve při chrámu sv. Václava. Byl popraven pro schvalování útoku na Reinharda Heydricha, zpopelněn v Krematoriu města Brna dne 3. června 1942.

## Připomínky
Byl svatořečen Pravoslavnou církví v českých zemích a na Slovensku jako novomučedník.
V Brně-Černovicích je po něm pojmenována ulice Charbulova.
Na pravoslavném chrámu sv. Václava v Brně je umístěna pamětní deska se jmény mučedníků včetně Jana Charbuly.